# Королевские военно-воздушные силы Новой Зеландии
Королевские Военно-воздушные силы Новой Зеландии (англ. Royal New Zealand Air Force; маори Te Tauaarangi o Aotearoa, RNZAF) — один из видов вооружённых сил Новой Зеландии. С 1923 года существуют как независимый род войск. За годы своего существования ВВС Новой Зеландии принимали участие во Второй мировой войне, войне в Малайе, Вьетнаме, войнах в Персидском заливе, а также различных операциях Организации Объединенных Наций по поддержанию мира. За более чем полвека с окончания Второй мировой войны Новая Зеландия сократила свой парк боевых самолётов с более чем 1000 в 1945 году до около 62 самолётов в 2010 году. Особое внимание уделяется патрульным летательным аппаратам и самолётам обеспечения поддержки Королевского военно-морского флота Новой Зеландии.

## История
История новозеландской авиации началась в 1913 году, когда армия Новой Зеландии получила в своё распоряжение два моноплана «Блерио XI». Эти два самолёта были направлены для поддержки британских войск в Месопотамии. 
Во время Первой мировой войны новозеландские экипажи в составе британских Королевских ВВС принимали участие на всех театрах боевых действий. Так, один из новозеландских пилотов одержал 24 воздушные победы.
В 1923 году ВВС Новой Зеландии начали существовать на постоянной основе. Авиационные части укомплектовали 72 пилотами с большим опытом боевых действий, начали поступать на вооружение новые типы самолётов британского производства. Однако настоящее широкомасштабное расширение ВВС началось с середины 1930-х годов, когда начали поступать современные самолёты типа Avro 626s и Fairey Gordons. В 1934 году воздушные силы страны были официально переименованы в Королевские военно-воздушные силы Новой Зеландии, а в 1937 году они стали независимым родом войск.

## Вторая мировая война
Одной из первых, уже 3 сентября 1939 года, Новая Зеландия объявила о своём вступлении во Вторую мировую войну. ВВС страны принимали участие в некоторых эпизодах боевых действий в Европе. Главным образом новозеландские лётчики летали вместе со своими канадскими, английскими и южноафриканскими коллегами, принимали участие в конвоировании грузов через Атлантику и противокорабельных операциях. Основные силы новозеландских ВВС были направлены на борьбу с японскими завоевателями на Тихом океане. Там они действовали вместе с американскими военными. В ноябре 1943 года новозеландские ВВС приняли участие в Бомбардировке Рабаула. В рамках операции «Картвил» 5-я воздушная армия США, Королевские ВВС Австралии и Королевские ВВС Новой Зеландии под командованием главнокомандующего воздушными силами союзников в Юго-западно-тихоокеанском регионе генерала Джорджа Кенни провели кампанию бомбардировок аэродромов и порта Рабаула. Новозеландские самолёты P-51D и PBY Catalina принимали непосредственное участие в боевых действиях.
К 1945 году в ВВС Новой Зеландии служило более 41 000 человек, в том числе 10 000 лётных экипажей воевали в Европе и Африке.
После войны авиационные подразделения ВВС Новой Зеландии участвовали в авиамосте по снабжению Западного Берлина во время его блокады советскими войсками в 1948—1949 годах.
После начала войны в Малайе ВВС Новой Зеландии были привлечены к участию в боевых действиях. В 1951 году был создан блок АНЗЮС (в состав которого вошла Новая Зеландия). После этого на островах Фиджи (являвшихся колонией Великобритании) была размещена разведывательная эскадрилья ВВС Новой Зеландии.

## Послевоенное развитие

### Техника и вооружение
| Тип                                | Производство   | Назначение                   | Принятие на вооружение | Количество | Примечания |
| ---------------------------------- | -------------- | ---------------------------- | ---------------------- | ---------- | --- |
| Lockheed P-3K Orion                | США            | Береговой патрульный самолёт | 1966                   | 6          | Стоят на вооружении с 1965 года. Вывод из частей ВВС планируется в 2025 году. В 2011 году Новая Зеландия получила первый модернизированный самолёт P-3K2 Orion. Оставшиеся пять P-3K2 будут переданы ВВС к середине 2013 года. |
| Kaman SH-2G(NZ) Super Seasprite    | США            | Противолодочный вертолёт     | 2001                   | 13         | 5 на вооружении с 2001 года. В 2013 году 10 было куплено у Австралии: 8 для ВМС и 2 на запчасти. В конце 2013 года были куплены противокорабельные ракеты Penguin Mk.2 Mod.7 для их установки на вертолёты.                    |
| Beechcraft B200 King Air           | США            | Учебно-тренировочный самолёт | 1998                   | 5          | Три самолёта ВВС получили в 1998 году, ещё два в 2001 году |
| Boeing 757—200                     | США            | Транспортный самолёт         | 2003                   | 2          | Получены от авиакомпании Transavia для замены Boeing 727. |
| Lockheed C-130H Hercules           | США            | Транспортный самолёт         | 1965                   | 5          | 3 получены в 1965 году, ещё 2 в 1969. Вывод из эксплуатации планируется в 2021 году. |
| Bell UH-1H Iroquois                | США            | Лёгкий многоцелевой вертолёт | 1966                   | 13         | Из 16 приобретённых вертолётов 3 потерпели крушение: NZ3810 27 апреля 1972, NZ3813 31 марта 1995, NZ3806 25 апреля 2010 |
| Pacific Aerospace CT-4E Airtrainer | Новая Зеландия | Лёгкий тренировочный самолёт | 1998                   | 12         | Введены в эксплуатацию в 1998 году как основной лёгкий тренировочный самолёт ВВС. |
| Agusta A109LUH(NZ) Mako            | Италия         | Многоцелевой вертолёт        | 2011                   | 5          | Заказаны для замены устаревших Bell 47 Sioux |
| NHI NH90 TTH                       | Евросоюз       | Транспортный вертолёт        | 2011                   | 2 (8)      | Заказаны для замены парка UH-1H Iroquois |

## Нынешнее состояние
В настоящее время Королевские Военно-воздушные силы Новой Зеландии содержат достаточно скромный парк боевых летательных аппаратов. В большинстве это патрульные самолёты P-3K Orion, транспортный самолёт C-130H Hercules, а также вертолёты.

## Опознавательные знаки
Опознавательный знак Военно-воздушных сил Новой Зеландии основан на знаке ВВС Великобритании, но центральный кружок заменён изображением птицы киви — национального символа Новой Зеландии. В последнее время используется менее демаскирующий вариант знака с низким контрастом.

## Интересные факты
- В составе Военно-воздушных сил Новой Зеландии есть авиационная пилотажная группа «Red Checkers», выступающая на девяти учебно-тренировочных CT-4E Airtrainer.

## Галерея

Опознавательный знак самолётов ВВС Новой Зеландии
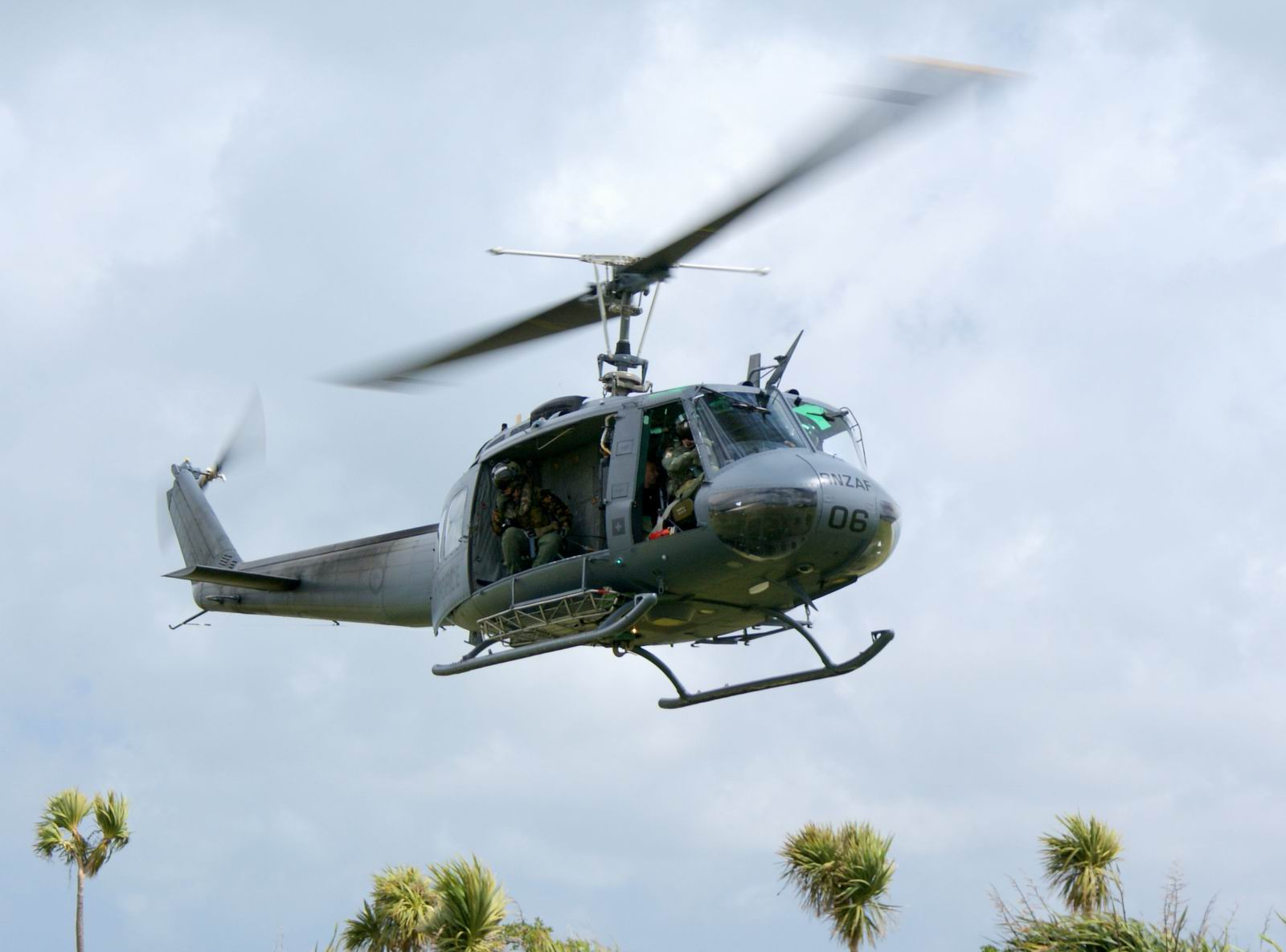
RNZAF UH-1H Iroquois в 2009
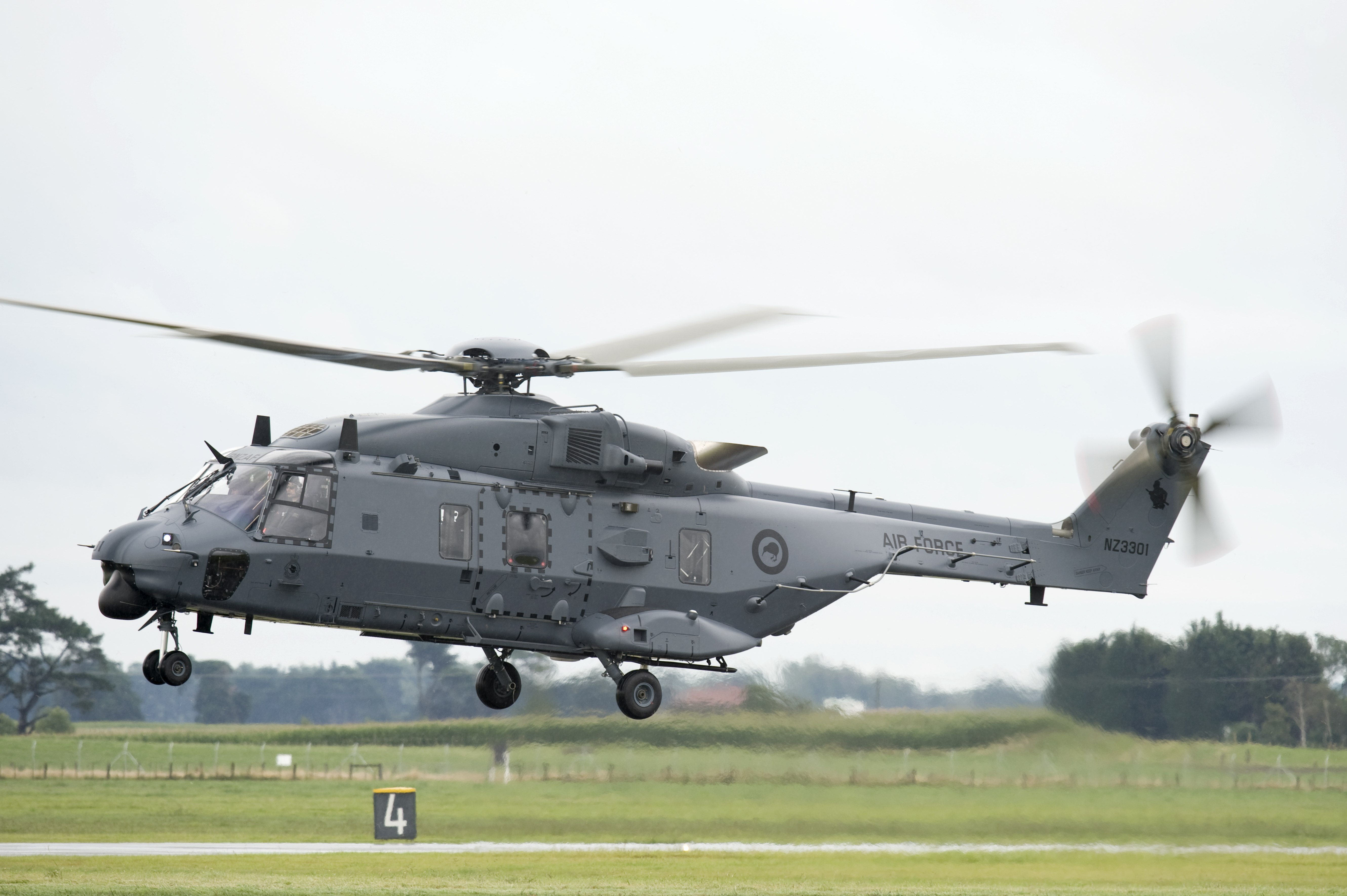
Первый полёт новозеландского NHI NH90
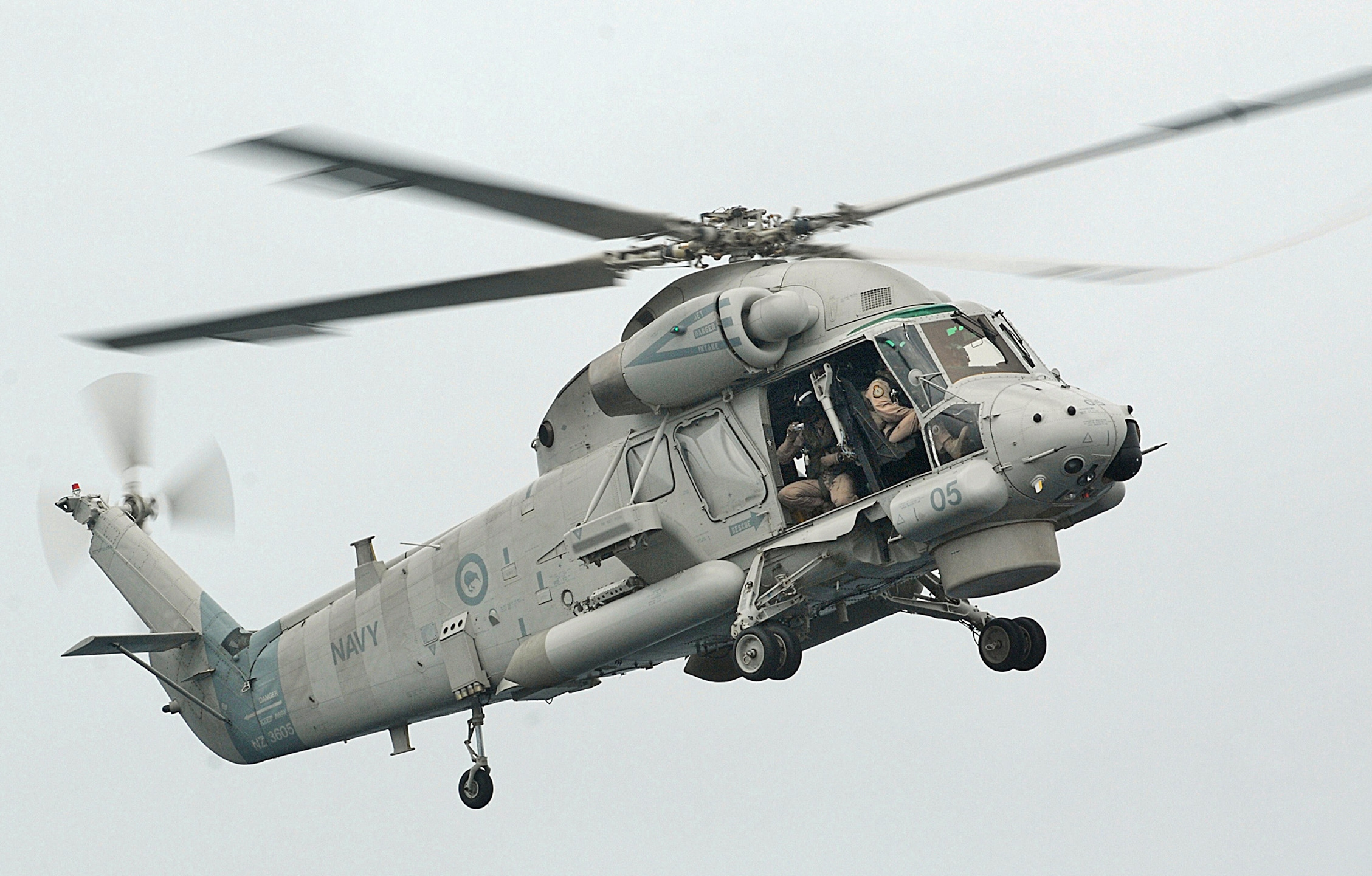
Новозеландский Kaman SH-2G Super Seasprite
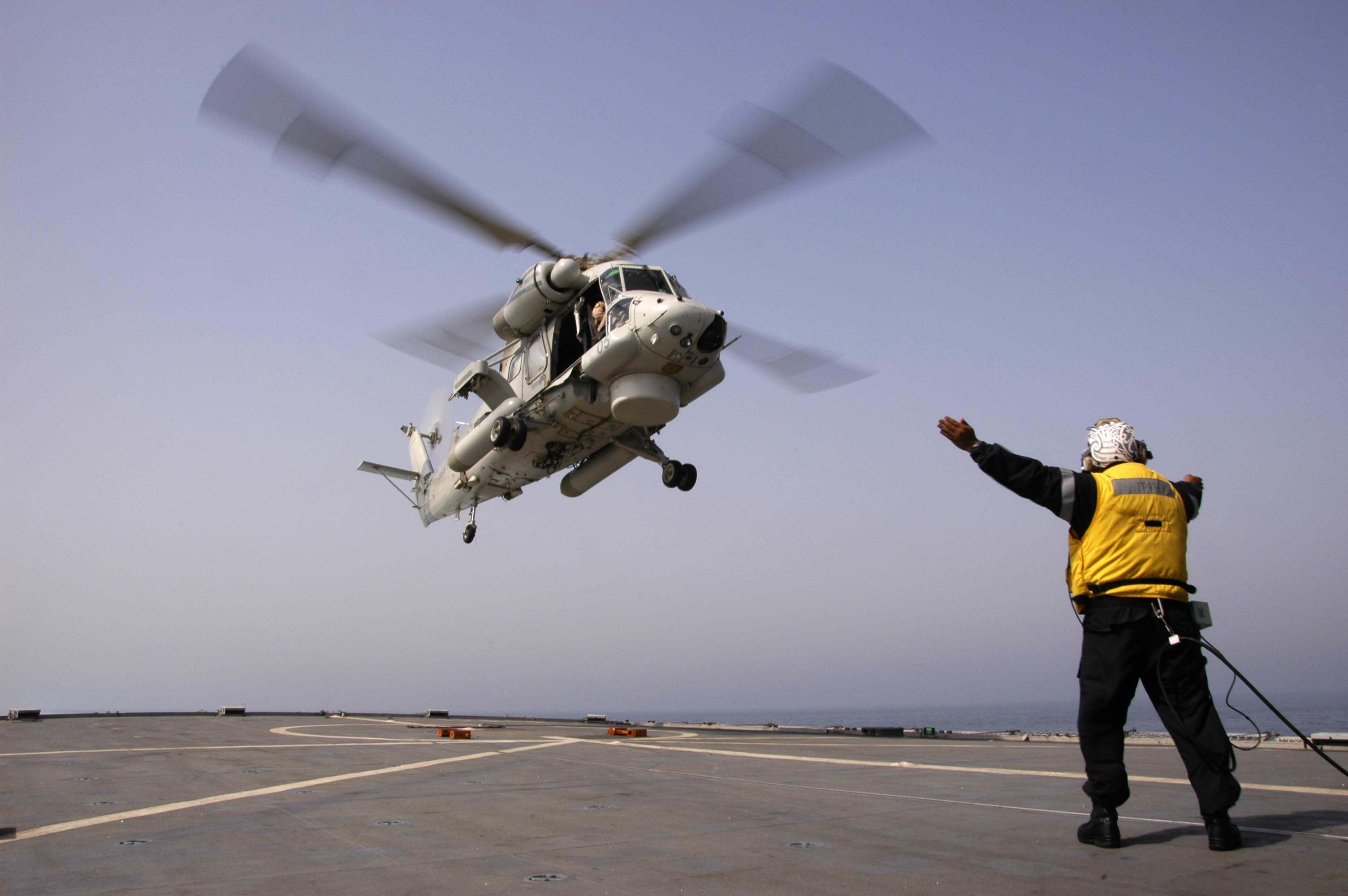
SH-2G Super Seasprite поднимается с палубы фрегата Te Mana
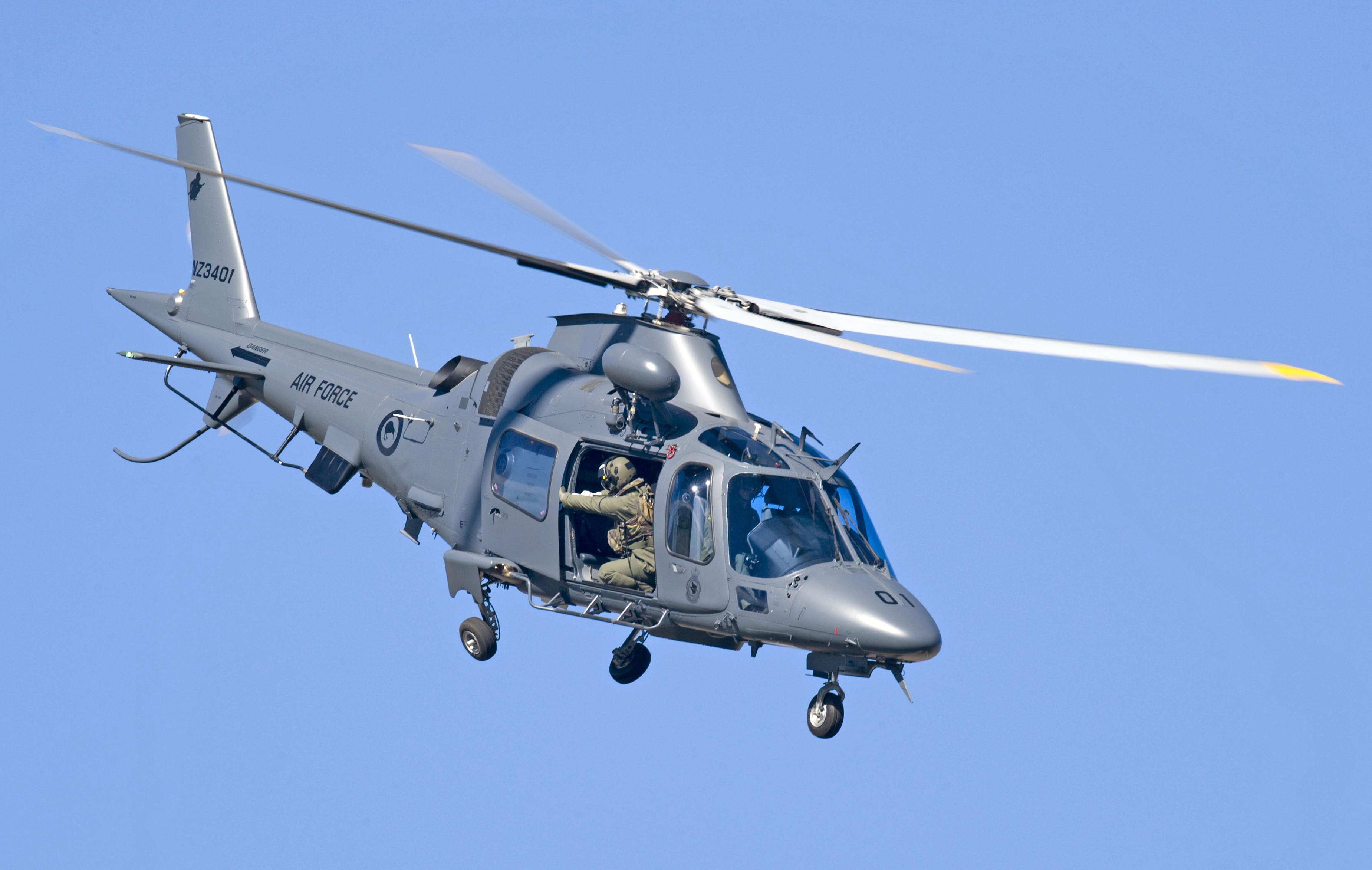
Один из пяти новозеландских Agusta A109 LUH (NZ) Mako
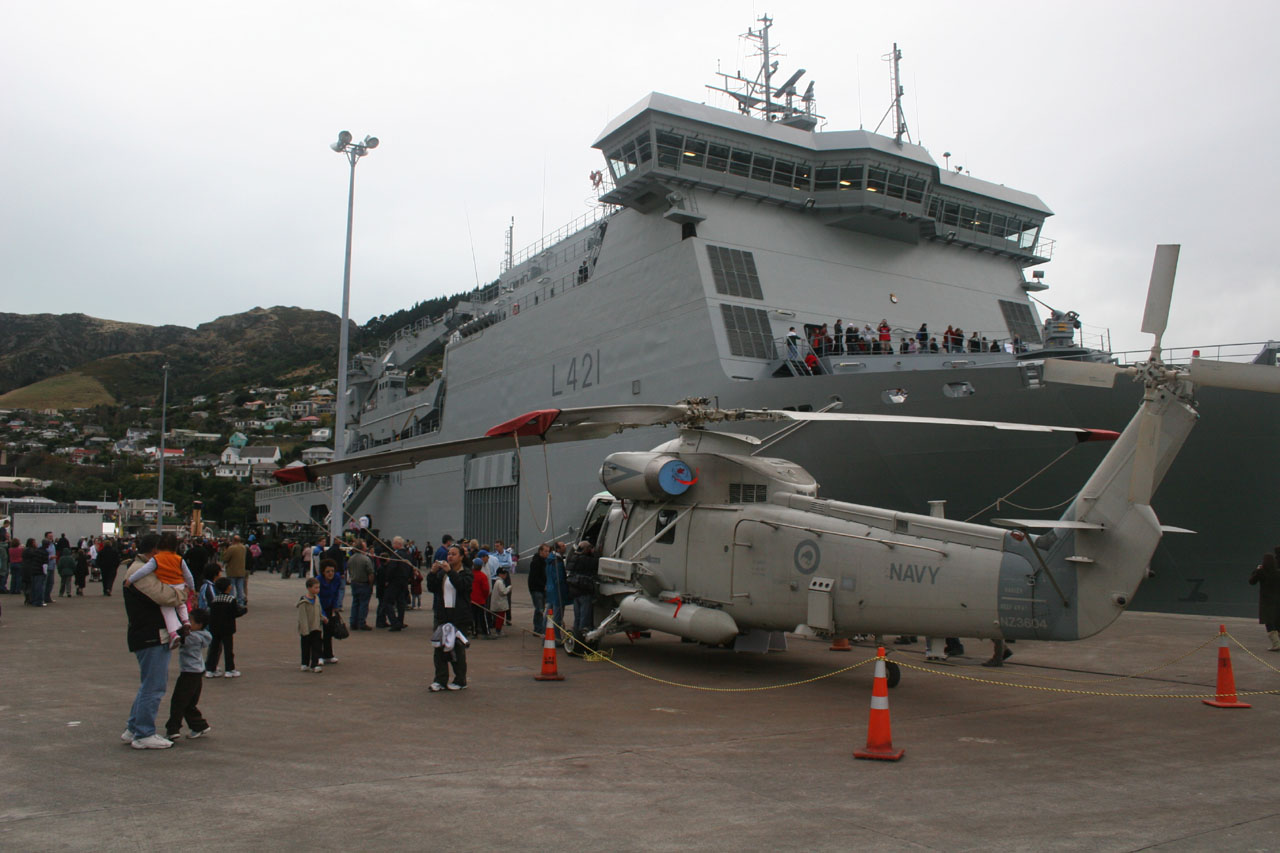
HMNZS Canterbury и SH-2G Super Seasprite
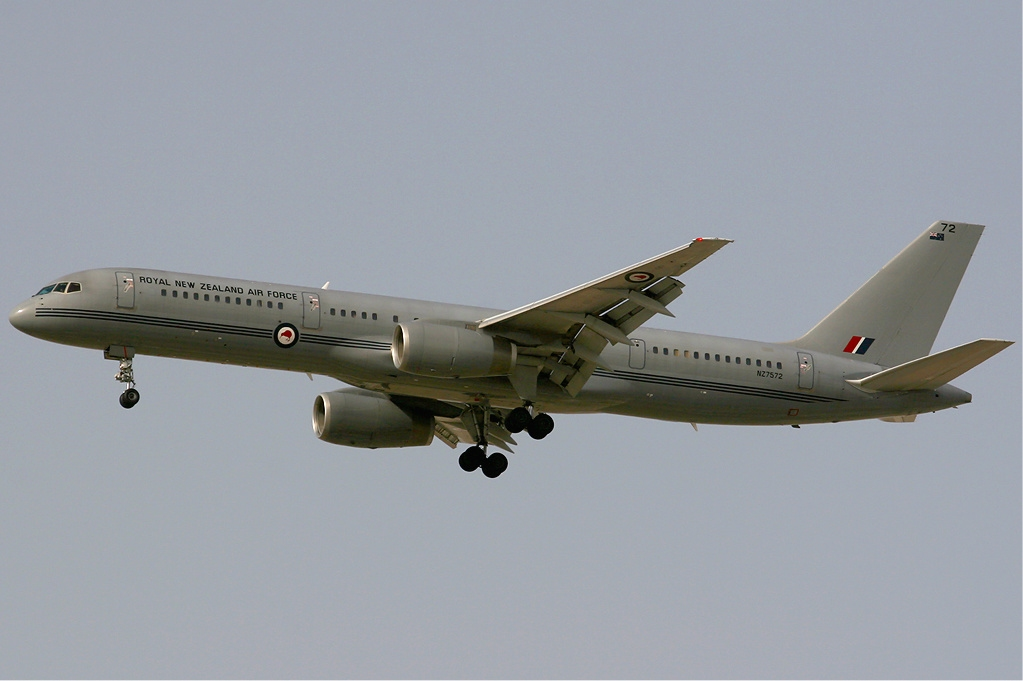
RNZAF Boeing 757 в 2009
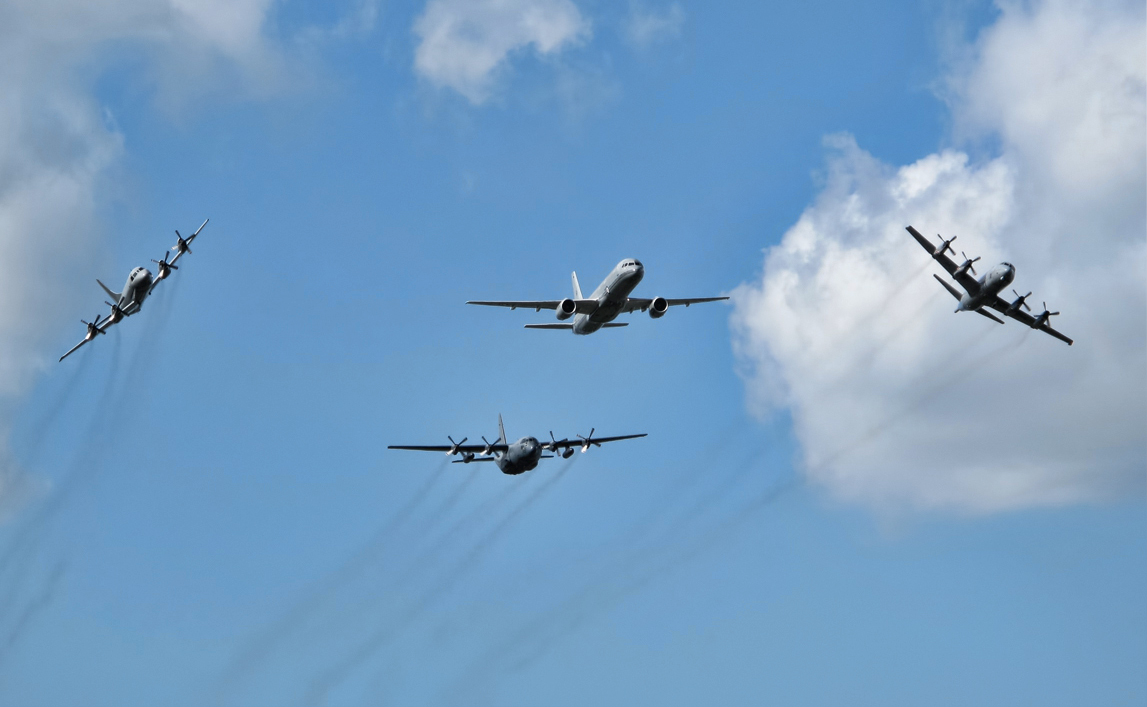
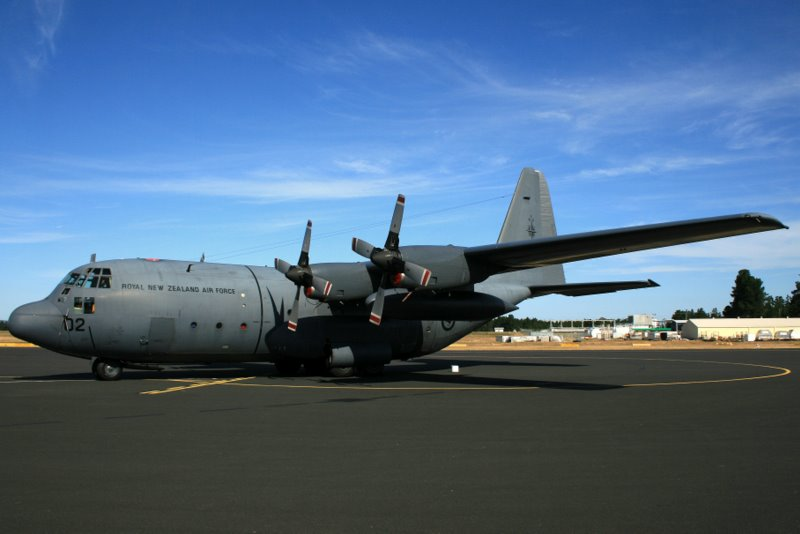
Новозеландский C-130H Hercules